# Eugène Sobngwi
Eugène Sobngwi, né en 1971, est un médecin et chercheur camerounais spécialiste en endocrinologie. Il est directeur de l'organisation des soins et de la technologie sanitaire au Ministère de la Santé publique (Minsanté) du Cameroun. Il est reconnu internationalement pour ses travaux sur l'épidémiologie, la physiopathologie du diabète en Afrique, les essais cliniques, le diabète pendant la grossesse et le COVID-19. Il est détenteur d’un brevet d’invention. Il est le premier Camerounais admis à l’académie nationale de médecine de France.

## Biographie

### Enfance, éducation et débuts
Eugène Sobngwi naît 1971. En 1996, il reçoit un diplôme de la 21e promotion du CUSS/FMSB,,. Il commence sa carrière comme médecin généraliste au Centre hospitalier universitaire de Yaoundé (CHU). Il y reste jusqu'en 1997. Il rejoint la France et en 2003, il passe assistant-chef de clinique en Endocrinologie à Paris,. De 2006 à 2013, il devient senior lecturer à l’Université de Newcastle en Angleterre,. En 2013, il devient PU-PH, soit Professeur des universités et Praticien hospitalier, une agrégation française.
Il est marié au Dr Joëlle Sobngwi, médecin chercheure également. Ensemble ils ont 4 enfants. 

### Carrière
Depuis 2018, il est Professeur titulaire à l’Université de Yaoundé 1,,. Il encadre plusieurs thèses de médecine, pharmacie, bucco-dentaire, des thèses de doctorat PhD dans plusieurs universités du monde ainsi que des masters. Depuis 2005, il exerce également comme clinicien endocrinologue à l’hôpital Central de Yaoundé.
Il est également auteur de plusieurs publications et détenteur d’un brevet d’invention.
Entre 2018 et 2022, il occupe les fonctions de Conseiller médical (directeur médical) de l'hôpital Central de Yaoundé. En parallèle, il est élu Vice-Président mondial de la Fédération international du Diabète,(IDF), pour un mandat de 2017 à 2019. 
En 2020, lors de la pandémie de la Covid-19, il est nommé Vice-Président du Conseil Scientifique des Urgences de Santé Publique du Cameroun pour coordonner la prise en charge des patients et la lutte contre l'épidémie. Depuis 2021, il occupe le poste de Directeur de l’Organisation des Soins et de la Technologie Sanitaire au Ministère de la Santé du Cameroun,,. 
Il est aussi fellow (membre) de l’Académie des Sciences du Cameroun, de l’Académie des sciences d’Afrique, du Royal College of Physicians (Royaume-Uni), depuis janvier 2025, il est membre correspondant de l’Académie nationale de médecine de France,. Il est le premier Camerounais à intégrer cette institution française qui reconnait la qualité ses travaux et l'impact de ses recherches.

## Distinctions
- 2025 : membre de l'Académie nationale de médecine de France[1],[6],[7]
- 2023 : Fellow du Royal College of Physicians (FRCP)[8]
- Fellow de la African Academy of Sciences
- Membre de l'Académie des Sciences du Cameroun